# Нерядово
Неря́дово (рос. Нерядово, чув. Нерятӑв) — присілок у складі Маріїнсько-Посадського району Чувашії, Росія. Адміністративний центр Приволзького сільського поселення.
Населення — 48 осіб (2010; 56 у 2002).
Національний склад:
- росіяни — 85 %